# Charles Coutelle
Charles Coutelle (* 5. September 1939 in London) ist ein deutsch-britischer Arzt und Humangenetiker. Er wirkte ab 1981 als Professor am Zentralinstitut für Molekularbiologie der Akademie der Wissenschaften der DDR beziehungsweise dessen Nachfolgeeinrichtung und wechselte später an das Imperial College London, an dem er Ende 2007 emeritiert wurde. Schwerpunkte seiner Forschung, mit der er unter anderem wichtige Beiträge zur methodischen Entwicklung der Pränatal- und Präimplantationsdiagnostik leistete, waren die Diagnostik und die gentherapeutische Behandlung von genetisch bedingten Erkrankungen. Einen Schwerpunkt in seiner Arbeit bildete dabei die Erforschung der angeborenen Stoffwechselerkrankung Mukoviszidose, die auch als zystische Fibrose bekannt ist.

## Leben
Charles Coutelle wurde 1939 als Sohn des deutschen Arztes Carl Coutelle, später Ordinarius für Pathologie an der Martin-Luther-Universität Halle-Wittenberg, sowie der aus der Ukraine stammenden jüdischen Ärztin Rosa Coutelle in London geboren. Seine Eltern hatten sich während des Spanischen Bürgerkrieges kennengelernt, in dem beide als Ärzte für die Internationalen Brigaden tätig waren. Bis zum Ende des Zweiten Weltkriegs wuchs Charles Coutelle im Exil in Großbritannien sowie später aufgrund der politischen Überzeugungen seiner Eltern in der Deutschen Demokratischen Republik (DDR) auf.
Er studierte Medizin an der Friedrich-Schiller-Universität Jena, an der er 1963 auch promovierte. Danach absolvierte er eine Weiterbildung zum Facharzt für Biochemie. Im Jahr 1981 wurde er Professor für Molekularbiologie und Leiter der Abteilung Molekulare Humangenetik am Zentralinstitut für Molekularbiologie (ZIM) der Akademie der Wissenschaften der DDR in Berlin, der er ab 1989 als Korrespondierendes Mitglied angehörte; 1994 wurde er zum Mitglied der Gelehrtengesellschaft Leibniz-Sozietät der Wissenschaften zu Berlin gewählt. Er war als einziger Wissenschaftler aus einer DDR-Forschungseinrichtung Mitglied der 1988 gegründeten Human Genome Organisation, deren Ziel die Entschlüsselung des menschlichen Genoms im Rahmen des 1990 begonnenen Humangenomprojekts war.
Nach 1990 blieb er zunächst am Max-Delbrück-Centrum für Molekulare Medizin (MDC), das 1992 als Nachfolgeeinrichtung des ZIM entstanden war. Kurz nach der Gründung des MDC wechselte er an das Imperial College in seiner Geburtsstadt London, an dem er als Professor am National Heart and Lung Institute eine Forschungsgruppe zur Gentherapie der zystischen Fibrose leitete. Ende Dezember 2007 wurde er nach 15 Jahren Tätigkeit am Imperial College emeritiert.

## Wissenschaftliches Wirken
Charles Coutelle veröffentlichte im Laufe seiner Karriere über 180 wissenschaftliche Publikationen, insbesondere zur molekularen Diagnostik und zur gentherapeutischen Behandlung genetisch bedingter Erkrankungen. Er leistete unter anderem in den 1980er Jahren mit mehreren Veröffentlichungen wichtige Beiträge zur Pränataldiagnostik der Phenylketonurie, der häufigsten angeborenen Stoffwechselstörung. Im Jahr 1989 demonstrierte er in einer Publikation am Beispiel der zystischen Fibrose/Mukoviszidose und der Duchenne-Muskeldystrophie, dass nach einer künstlichen Befruchtung eine DNA-Diagnostik von Erbkrankheiten anhand des Erbmaterials einzelner Zellen möglich ist. Diese Arbeiten galten bereits kurz nach ihrer Veröffentlichung als grundlegender methodischer Durchbruch für die spätere Entwicklung der Präimplantationsdiagnostik nach In-vitro-Fertilisation. Schwerpunkt seiner Forschungsaktivitäten am Imperial College war die vorgeburtliche Gentherapie angeborener Erkrankungen.
Seit 1994 ist er gewähltes Mitglied der Leibniz-Sozietät der Wissenschaften zu Berlin.

## Werke (Auswahl)
- Die Anwendung der molekularen Humangenetik bei der Analyse und Diagnostik genetisch bedingter Erkrankungen. Urania-Verlag, Leipzig 1990
- Gene Therapy for Cystic Fibrosis: Strategies, Problems and Perspective. In: Michael Strauss, John A. Barranger: Concepts in Gene Therapy. Walter de Gruyter, Berlin 1997, S. 313–343
- Pränatale Gentherapie: wissenschaftliche Grundlagen und ethische Aspekte der vorgeburtlichen somatischen Gentherapie genetisch bedingter Erkrankungen. Humanitas-Verlag, Dortmund 2005